# Ла Гранде (Модена)
Ла Гранде је насеље у Италији у округу Модена, региону Емилија-Ромања.
Према процени из 2011. у насељу је живело 532 становника. Насеље се налази на надморској висини од 23 м.